# チクシュルーブ・クレーター
座標: 北緯21度24分 西経89度31分 / 北緯21.400度 西経89.517度

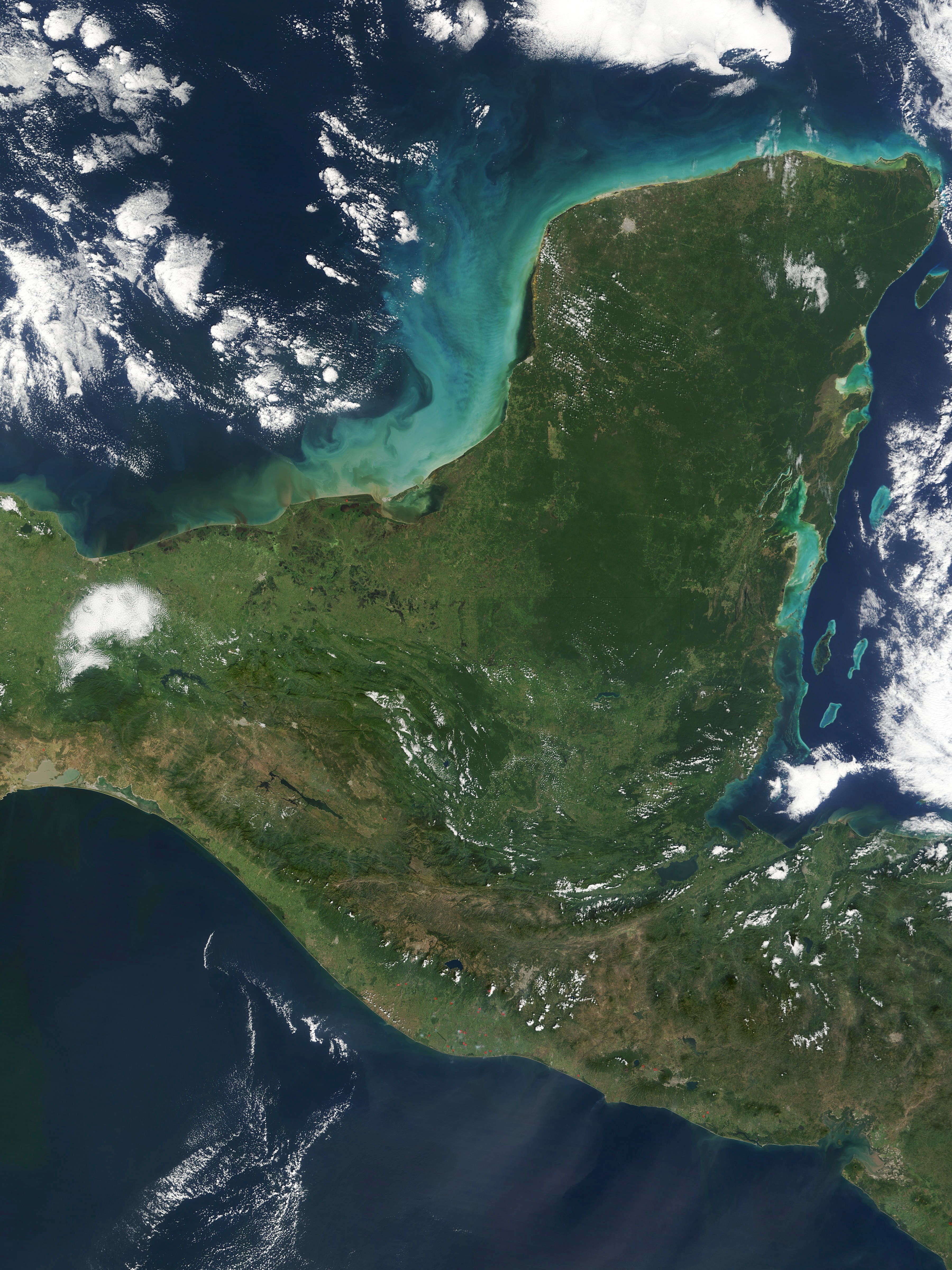
ユカタン半島衛星写真

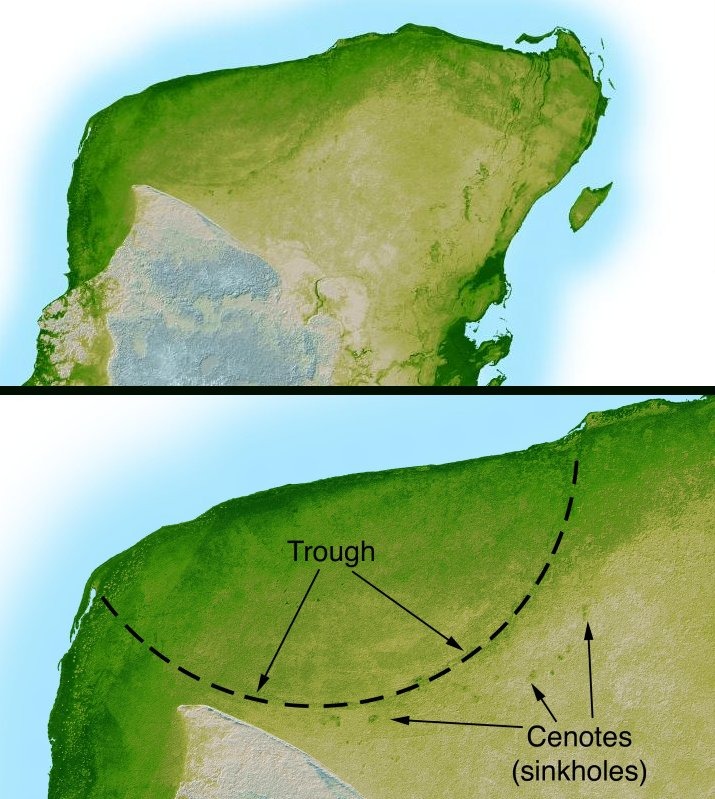
チクシュルーブ・クレーター

チクシュルーブ・クレーター（またはチュチュラブ・クレーター、チチュルブ・クレーター、英語: Chicxulub crater）は、メキシコのユカタン半島北部にある約6604万年前の小惑星衝突跡（クレーター）。名称は中心付近の地名に由来し、マヤ語で「悪魔の尻尾」という意味がある。
規模が大きく、中心地が海洋にあるために目視では視認が困難であり、衛星画像、地磁気異常、重力異常、およびセノーテの分布によって確認される。これらはいずれもがおよそ円弧を描いており、この円の中心が衝突の中心とされる。クレーターとしての直径は約160キロメートル。地球上では三番目の規模であり（フレデフォート・クレーター、サドベリー・クレーターに次ぐ。これらを総称し3大隕石衝突、3大インパクトとも呼ばれる）、顕生代（5億4200万年以降）に形成されたことが確認されるものとしては最大級である。地球上に微生物以外の大型生物が登場して以降では地球に衝突した隕石としては最大である。
この衝突が、恐竜を含む大型爬虫類をはじめとする多くの生物が絶滅した白亜紀末の大量絶滅（K-Pg境界）の、もっとも有力な原因と考えられている。

## 規模
2010年にサイエンス誌に掲載された説では、衝突した小惑星（チクシュルーブ衝突体）の大きさは直径10-15km、衝突速度は約20km/s、衝突時のエネルギーは広島型原子爆弾の約10億倍（ツァーリ・ボンバの30万倍）、衝突地点付近で発生した地震の規模はマグニチュード11以上、生じた津波は高さ約300メートルと推定されている。

## 発見
1977年、ウォルター・アルヴァレスがイタリアにおいて、白亜紀末、約6550万年前の地層でK-Pg境界を発見。それ以降、K-Pg境界は世界各地で発見されるが、この地層を境に恐竜を始めとして発見される化石の種類が激変していた。また、K-Pg境界では多量のイリジウムが含まれ、小惑星の衝突によってK-T層ができたという仮説が浮上した。
ただしこの時点では衝突跡が発見されておらず、探す研究者が増えた。アラン・ラッセル・ヒルデブランド（Alan Russell Hildebrand、1955年 - 、2013年2月にカルガリー大学准教授）がハイチの山地で、K-Pg層に含まれ惑星衝突時の巨大津波で運ばれたと推定できる岩石を発見する。これらの岩石は特にカリブ沿岸に集中していた。ヒルデブランドと彼の教官のボイントンは研究成果を出版する。しかしカリブ海にはその要因となり得るクレーターを発見することはできなかった。この話に興味を持ったヒューストン・クロニクルの記者カルロス・バイアーズはヒルデブランドに連絡をとり、1978年にグレン・ペンフィールドがユカタン半島で発見したクレーターが、K-Pg層を形成したときに出来た小惑星の衝突跡ではないかという話をした。
1978年頃、ペンフィールドはメキシコ国営石油企業のペメックスで、油田発見のため地磁気の調査を行っていた。ペンフィールドは磁気データが綺麗な弧を描いていることに気付いた。そこでユカタン半島付近の重力分布データを地図に記した。するとチクシュルーブ(Chicxulub)の村を中心として円を描いていることがわかり、発表するが大きな関心事になることは無かった。
しかしペンフィールドは諦めず、1951年から続いていた付近のメキシコ国営石油の採掘井戸の1,300m付近からイリジウムを含む安山岩がでることを知っており、これが未知のクレーター跡の証拠になると考えていた。しかし同様の岩石は火山活動でも作られることも知られており、隕石衝突の証拠としては否定的に見られた。
1990年、ヒューストン・クロニクルの記者カルロス・バイアーズは、ペンフィールドが衝突クレーターの可能性を以前に発見したことをヒルデブランドに語った。ヒルデブランドは、ペンフィールドと連絡を取り、油田から出た岩石とヒルデブランドの発見した岩石を比較し、これは明らかに強い衝撃によって変成した物質を示していたため、サンプルは隕石の衝突で出来た物と推定した。
1996年、周辺地域の衛星画像を調査したところ、ペンフィールドが以前に見たものと一致する形で、チクシュルーブを中心としたセノーテ（陥没穴）の環状列が見つかった。セノーテは、衝突クレーター壁の周りの火球で弱められた岩相層序の沈下によって引き起こされたと考えられた。
より最近の研究では、クレーターの径が約300kmであり、180kmのリングがその内壁であることを示唆している。
2021年2月、4つの独立した研究所から新たに発表されたデータでは、クレーターのピークリング地点でイリジウムの濃度が上昇していることを示し、小惑星の衝突仮説をさらに裏付けている。また2021年7月の研究によると、数値シミュレーションに基づいて、衝突体は小惑星帯の外側の主要部分から発生した可能性があるとされている。

## 衝突体の起源について
1998年に、北太平洋の白亜紀-古第三紀境界にまたがる堆積物から2.5 mmサイズの隕石が発見された。分析によりCV、COおよびCR炭素質コンドライトを含むことから、チクシュルーブインパクターの断片であることが示唆された。
2007年9月、『ネイチャー』誌にチクシュルーブクレーターを形成した小惑星の起源が提起された。著者のWilliam F. Bottke、David Vokrouhlický、David Nesvornýは、1億6000万年前の小惑星帯での衝突により形成された衝突体であると主張した。ボトキによれば、チクシュルーブインパクターは直径約170 km（106 mi）のはるかに大きな親体の断片であり、他の衝撃体は直径約60 km（37 mi）であるとした。
2011年、広視野赤外線サーベイエクスプローラーのデータにより、衝突の年代が約8000万年前に修正された。これにより、前述の小惑星がチクシュルーブクレーターを作った小惑星である可能性は非常に低くなった。通常、小惑星の共鳴と衝突のプロセスには数千万年かかるためである。代わって2010年に新たに発見された小惑星354P/LINEARは小惑星のフローラ族であり、これを衝突体の残りの群である可能性として示唆する、別の仮説が提示された。
その後、4つの独立した研究所がクレーターの周囲でイリジウムの濃度が上昇していることを示し、小惑星衝突仮説をさらに裏付けた。同じ頃に、衝突体が科学者の間で長い間主要な候補であった小惑星ではなく、破壊された彗星からの断片であることを示唆する研究が科学報告書に発表された。これに続いて、同じ年の6月にAstronomy＆Geophysicsに発表された反論があり、この論文は衝撃によって世界中に堆積したイリジウムの質量（約2.0〜2.8×1011グラムと推定）を無視したと非難した。これらは大きすぎて彗星インパクターで形成できず、クロムの同位体54Crの過剰や、海洋衝撃層に見られる白金族金属の比率などの地球化学的証拠に基づいて、衝突体はCMまたはCR炭素質コンドライトであることが示唆された。 2021年7月の研究によると、数値シミュレーションに基づいて、衝突体は小惑星帯の外側から発生した可能性もあるとされている。